# Église française réformée de Brighton
Pour les articles homonymes, voir Église française réformée .
L'église française réformée de Brighton, en anglais French Protestant Church, est une église réformée située dans le quartier de Queensbury Mews, dans le centre-ville de Brighton et Hove. Elle est construite dans les années 1858-1887. À cette époque près de 2 000 Français résidaient à Brighton, majoritairement protestants.
Elle était l'une des trois dernières églises protestantes françaises d'Angleterre, avec le lieu de culte de l'Église protestante française de Londres et celle de Canterbury. Elle n'organise plus d'offices religieux depuis 2008.

## Bibliographie

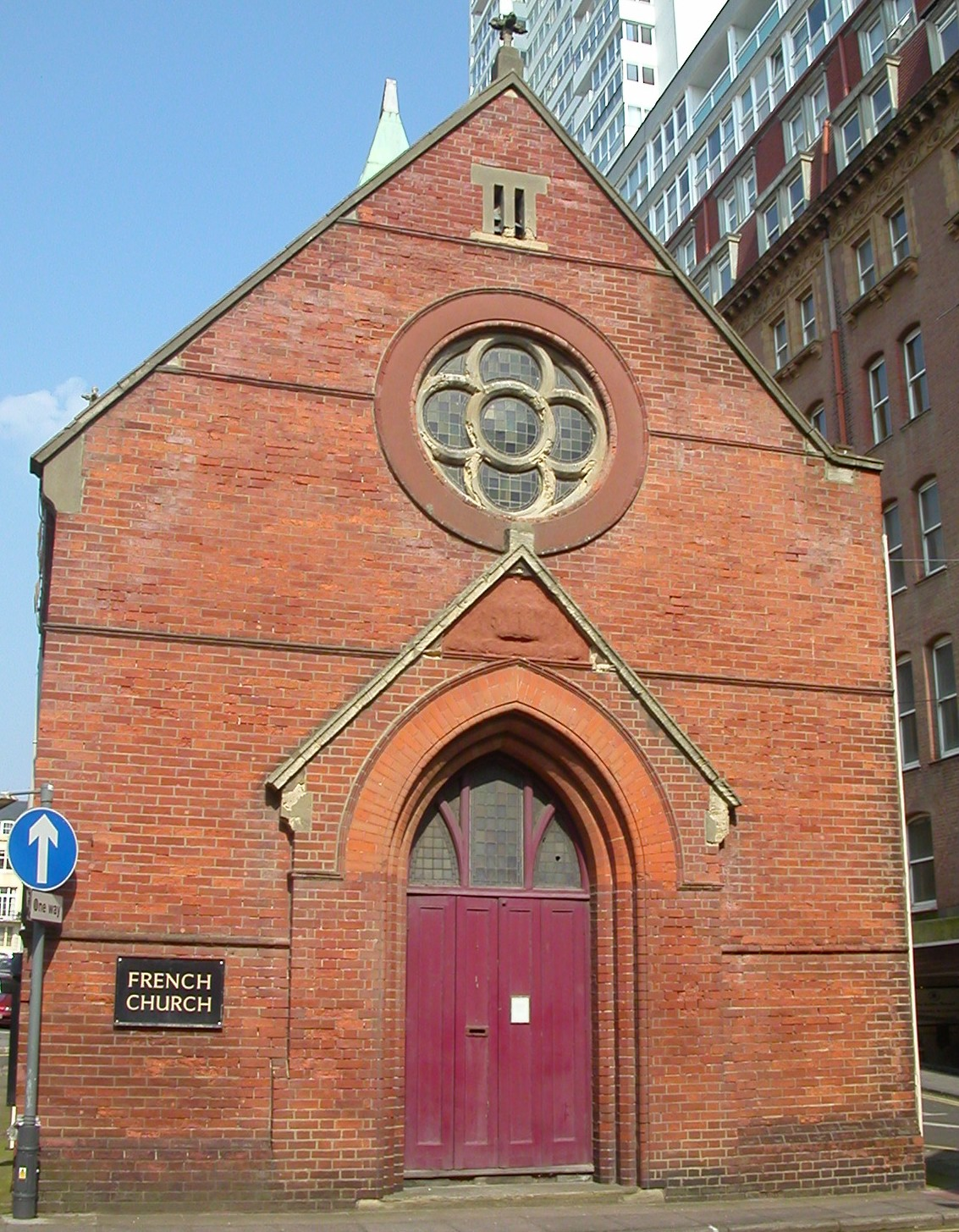
Entrée principale de l'église protestante de Brighton.